# L.M.X. Automobile
L.M.X. Automobile Srl war ein italienischer Hersteller von Automobilen.

## Unternehmensgeschichte
Michel Liprandi und Giovanni Mandelli gründeten 1968 das Unternehmen und begannen mit der Produktion von Automobilen. Der Markenname lautet LMX.
Der Firmensitz war an der Via Bigli 19 in Mailand. Die Turiner Carrozzeria Eurostyle, ebenfalls von Michel Liprandi gegründet, war wesentlich am Bau der Fahrzeuge beteiligt. 1973 übernahm SAMAS aus Ricca d’Alba das Projekt.

## Fahrzeuge
Das einzige Modell war der 2300 HCS. Vorgestellt wurde es auf dem Turiner Autosalon von 1968. Franco Scaglione hatte die Karosserie des Kombicoupés entworfen. Daneben gab es mindestens ein Exemplar eines Cabriolets. Die Fahrzeuge wiesen viele Teile von Ford auf, darunter auch den Motor.
Nachfolger wurde der Sirex LMS von SAMAS.

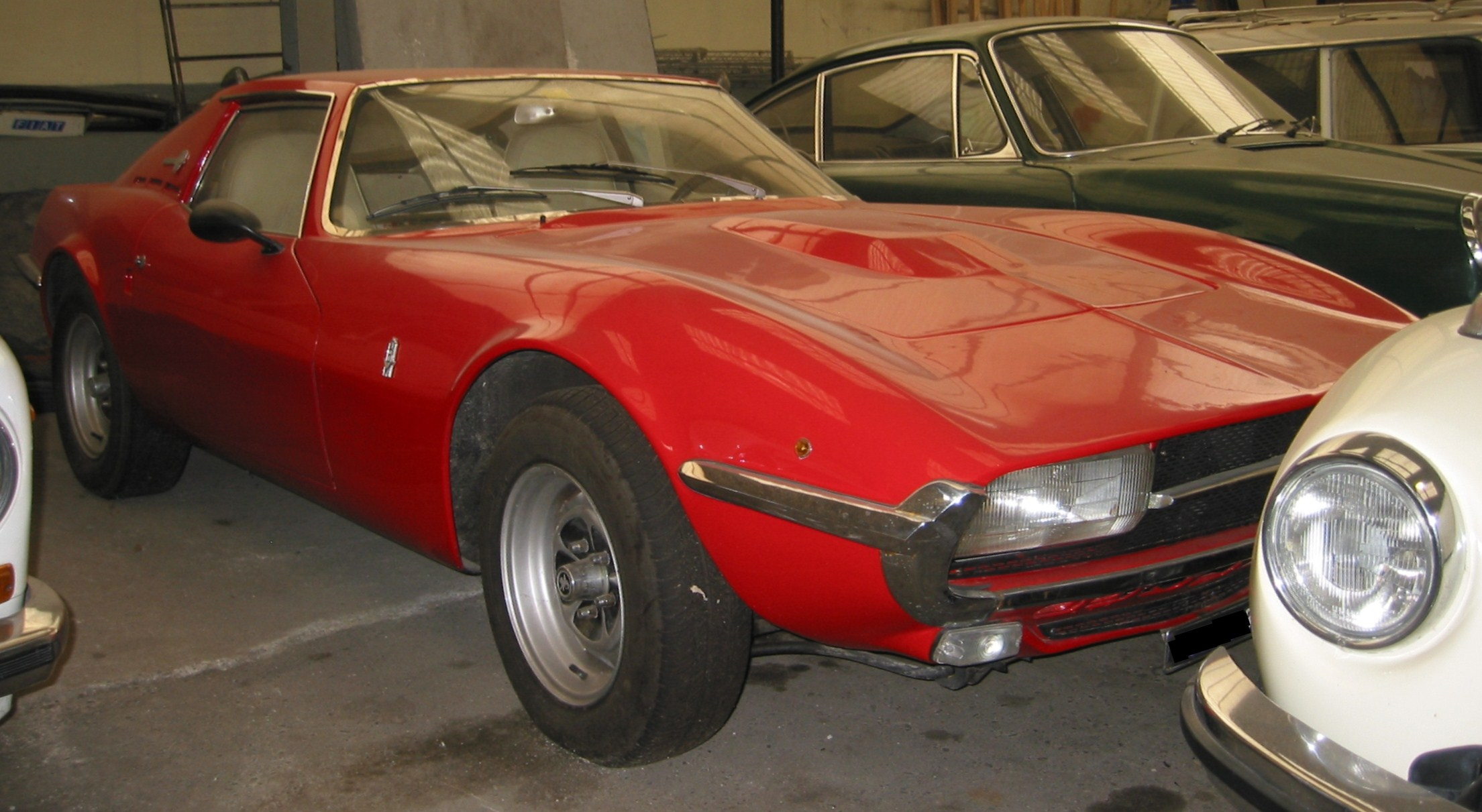
LMX 2300 HCS
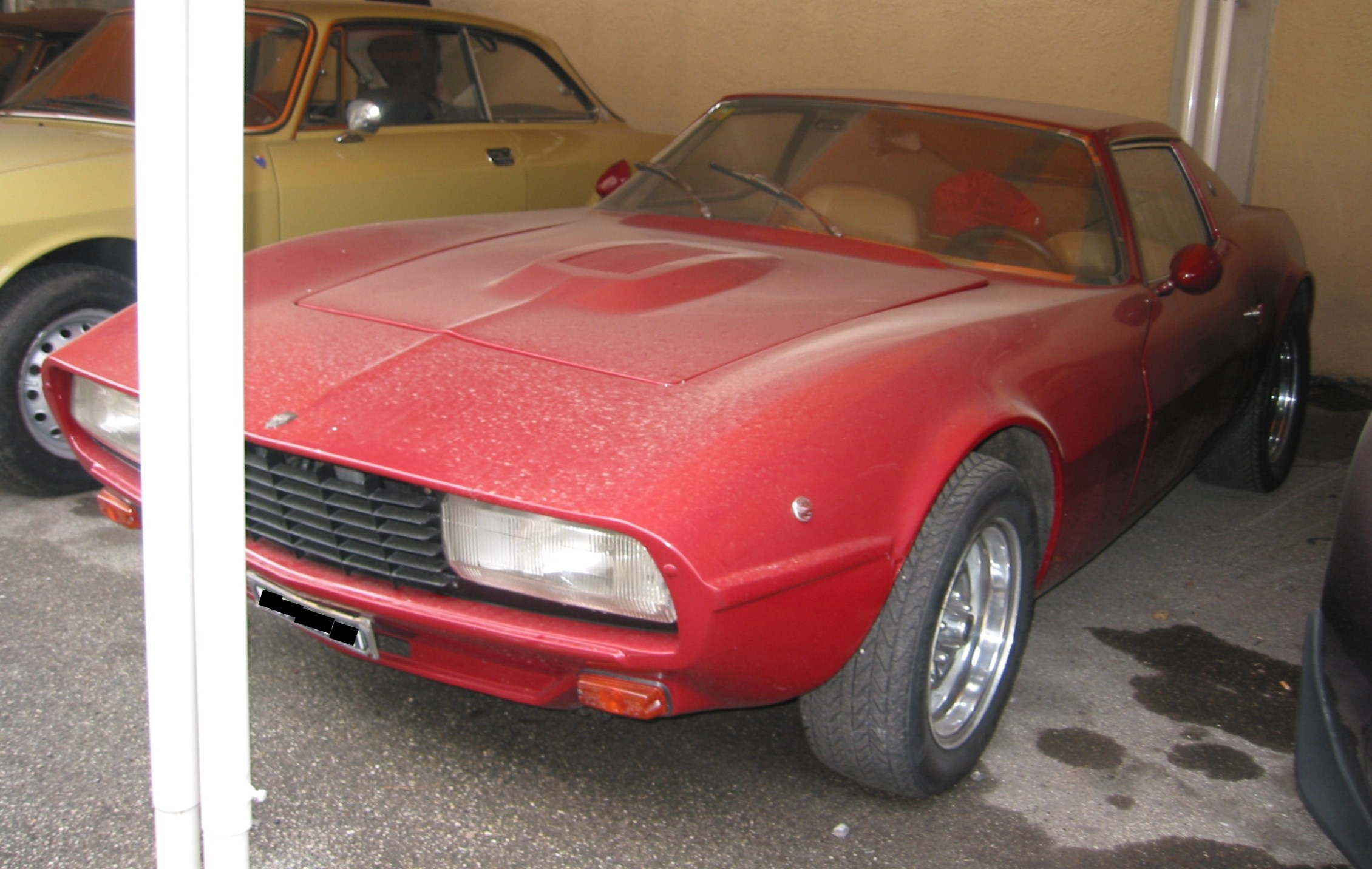
LMX 2300 HCS
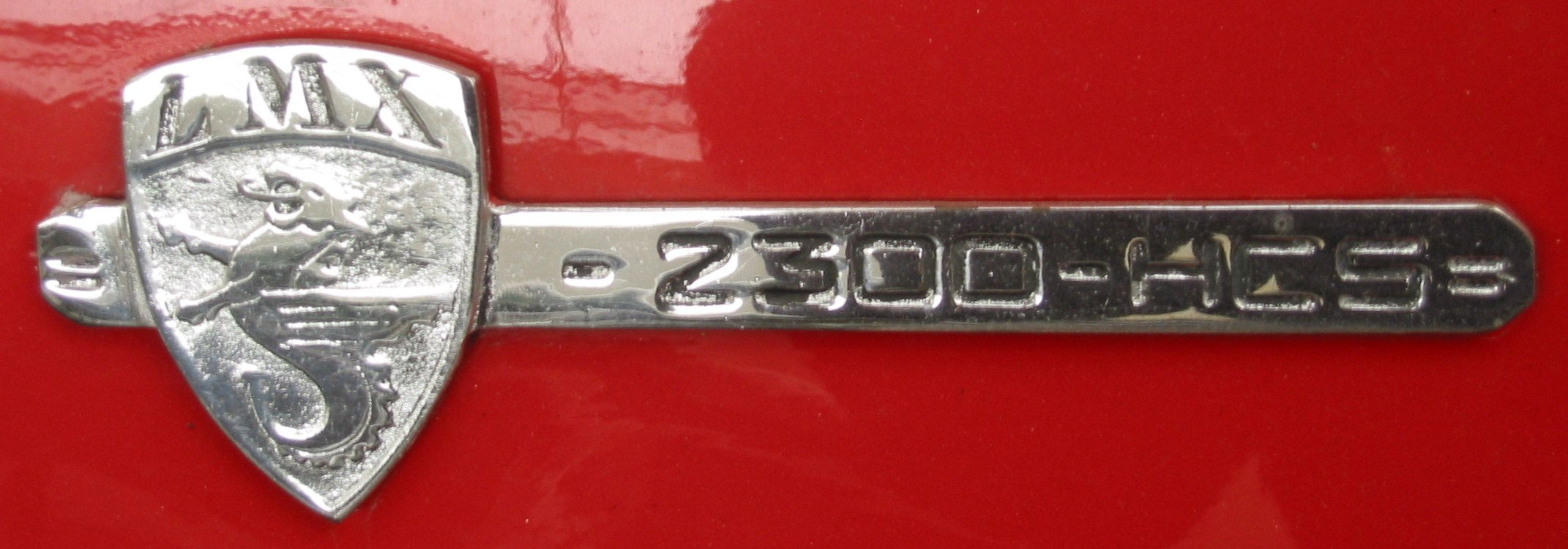
Emblem am LMX 2300 HCS